# 日経マスターズ
『日経マスターズ』（にっけいマスターズ）は、株式会社日経BPが発行する月刊のシニア向け情報雑誌である。毎月24日の発行で、定価は1200円となっている。
「働」「遊」「学」「居」「交」の5つのキーサードを軸に、シニア向けの情報を幅広く扱い、仕事も遊びも生涯現役で楽しみたいという世代から広く支持を受けている。「マスターズ」とは、この雑誌では人生の「達人」という意味で使われている。
扱っている記事は、シニア向けのスポーツや芸事、古典や能、香道などの楽しみ方、会社を離れての生き方、病院選び、退職金の使い方など。
雑誌であるから、誌面はもちろんのこと、インターネット上でも情報交換の場を設けている。雑誌の定期購読者は、全員「日経マスターズ・クラブ」というコミュニティのサポートに参加可能。同世代との情報交換や、編集部との交流などが図られている。ただし、定期購読期間が終了すると、コミュニティの参加資格を失う。